# Дендропарк Херсонського державного аграрного університету
Дендропа́рк Херсо́нського держа́вного агра́рного університе́ту — парк-пам'ятка садово-паркового мистецтва місцевого значення в Україні. Розташований у місті Херсон, при вул. Стрітенській, 23.

## Загальні відомості
Площа 2,4 га. Статус присвоєно згідно з розпорядженням облради від 22.04.1964 року № 238, перезатверджено рішенням облвиконкому від 19.08.1983 року № 441/16. Перебуває у віданні: Херсонський державний аграрно-економічний університет.

## Історія
На території, яку займає нині Аграрний університет, у ХІХ столітті був розташований сад «Отрада». Він займав площу близько 2 гектарів. На території саду були розташовані атракціони, літній театр, в якому виступали актори з різних міст України. Відпочивали в саду заможні люди з усього міста. Сад був засаджений різноманітними породами фруктових та декоративних дерев. 
Після будівництва сільськогосподарського інституту паркова зона навколо нього розширювалась, студенти старанно доглядали за деревами, висаджували нові породи.